# Улица Гоголя (Владимир)
Улица Гоголя — короткая, около 200 м, улица в исторической части города Владимир. Проходит от Театральной площади до Летне-Перевозинской улицы.

## История
Историческое название — Куткин переулок. Первое упоминание о переулке встречается в 1840 году в связи со строительством здесь дома коллежского секретаря дворянина Петра Куткина. Вероятно, фамилия этого домовладельца и дала наименование переулку.
В 1891—1892 годах по проекту губернских архитекторов А. П. Афанасьева и И. А. Карабутова на улице был возведён католический костёл.
К десятилетию установления советской власти постановлением президиума Владимирского горсовета № 55 от 24.12.1927 года улица была переименована в Гоголевскую в честь великого русского писателя Н. В. Гоголя (1809—1852).
Историческая застройка улицы в начале нечётной стороны в конце 1960 — начале 1970-х годов была снесена при строительстве здания Владимирского драматического театра. Были утраты и других зданий на улице
К открытию театра позади него в 1971 году посадили небольшую берёзовую рощу.
18 сентября 1991 года на 14 сессии Владимирского городского Совета народных депутатов была утверждена Программа топонимической реставрации города Владимир, в том числе список улиц, чьи исторические названия подлежат восстановлению, улица Гоголя в их числе.
Рыночные условия 1990-х годов сказались на экономическом положении улицы

## Известные жители
писатель С. К. Никитин

## Достопримечательности
д. 2 — Дом мещанина И. Ш. Коиля
д. 9 — жилой дом
д. 12 — Дом ксендза

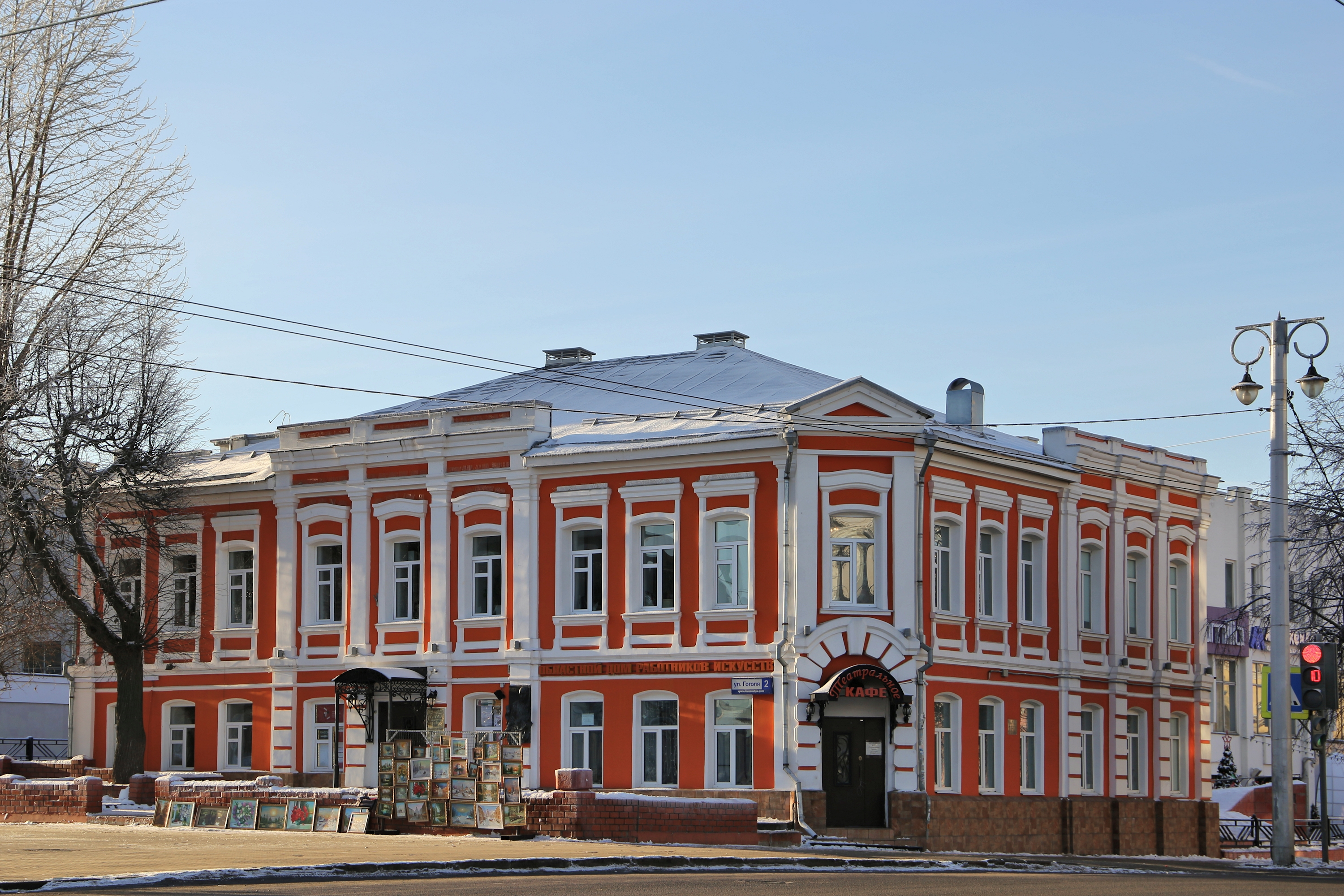
Дом мещанина Коиля

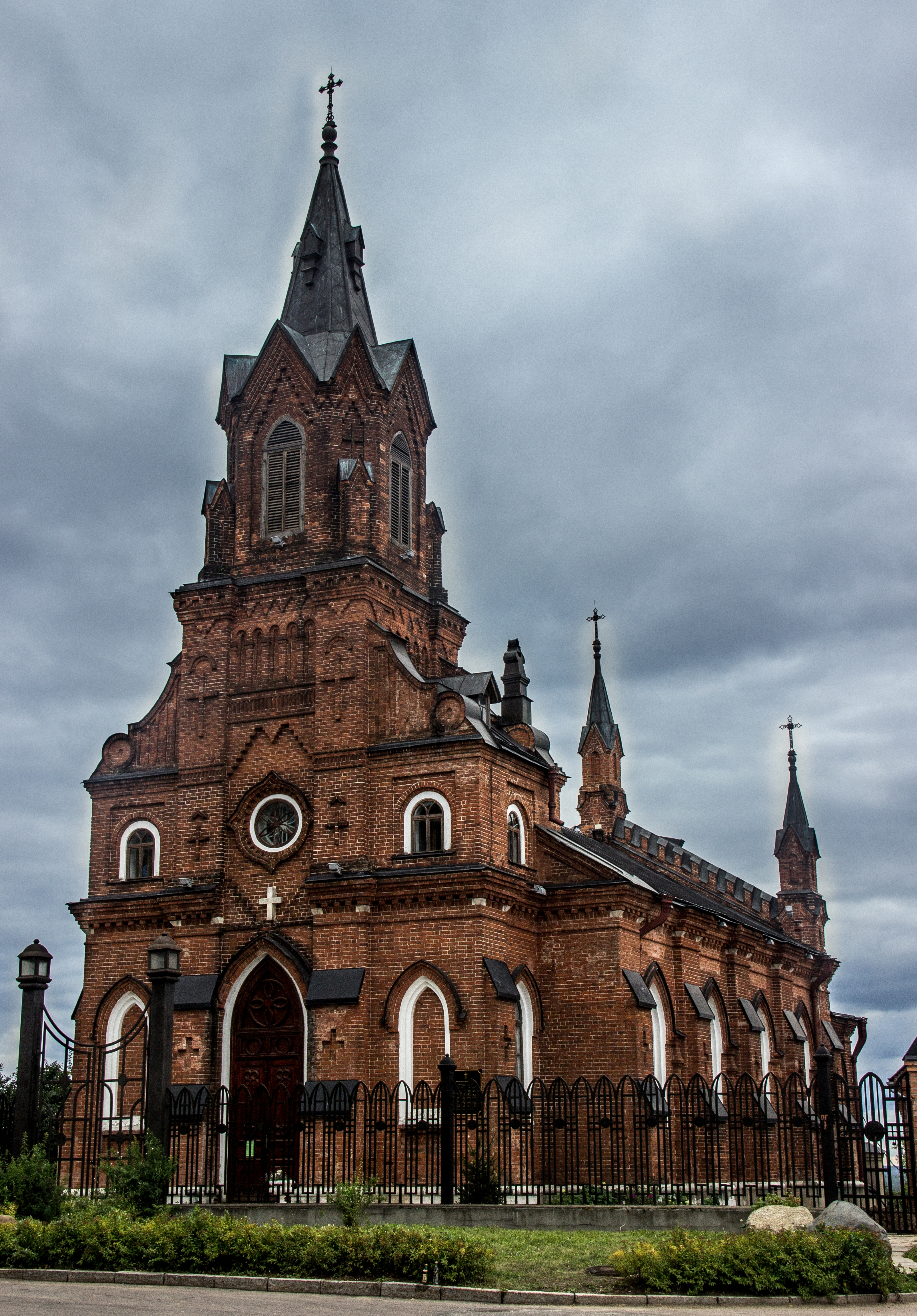
Костёл

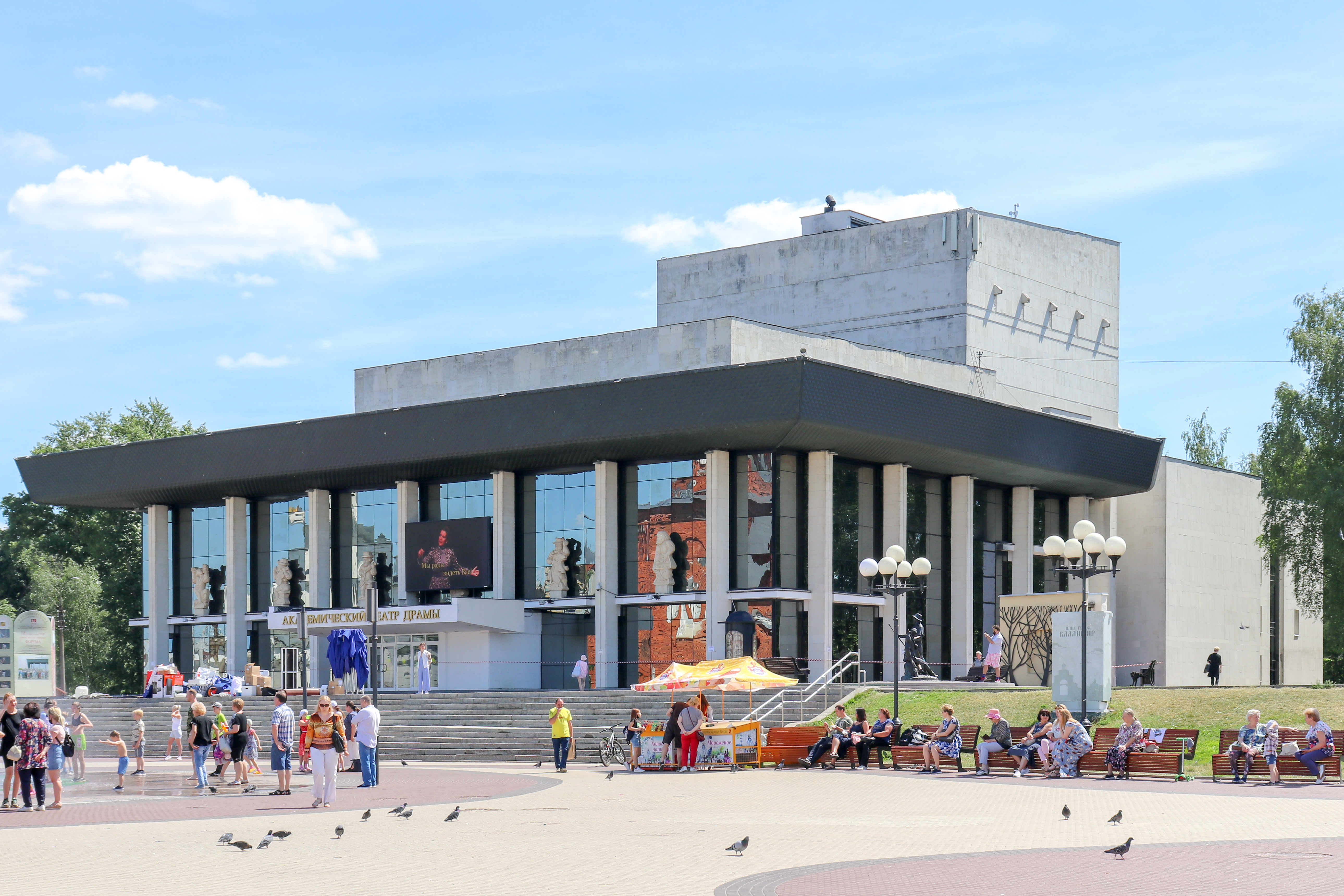
Владимирский драмтеатр

д. 12А — Католическая церковь святого Розария Пресвятой Девы Марии
Ограда костёла (1894)
д. 22 — миниатюра в стене